# The Air Is on Fire: Soundscape
The Air is On Fire: Soundscape è un album di David Lynch, pubblicato nel 2007 dalla Strange World Music.
Parte della composizione proviene dall'installazione sonora interattiva della mostra The Air is on Fire svoltasi presso la Fondation Cartier.

## Tracce
1. The Air is on Fire: I (Station)
2. The Air is on Fire: II (Porticos)
3. The Air is on Fire: III (Grey)
4. The Air is on Fire: IV (History)
5. The Air is on Fire: V (Theater)
6. The Air is on Fire: VI (Black)
7. The Air is on Fire: VII (Interior)
8. The Air Is On Fire: VIII (Distortion)

## Formazione
- David Lynch - sound design[1]
- Dean Hurley - registrazione sonora, montaggio sonoro, missaggio[1]